# جندل (آثار)

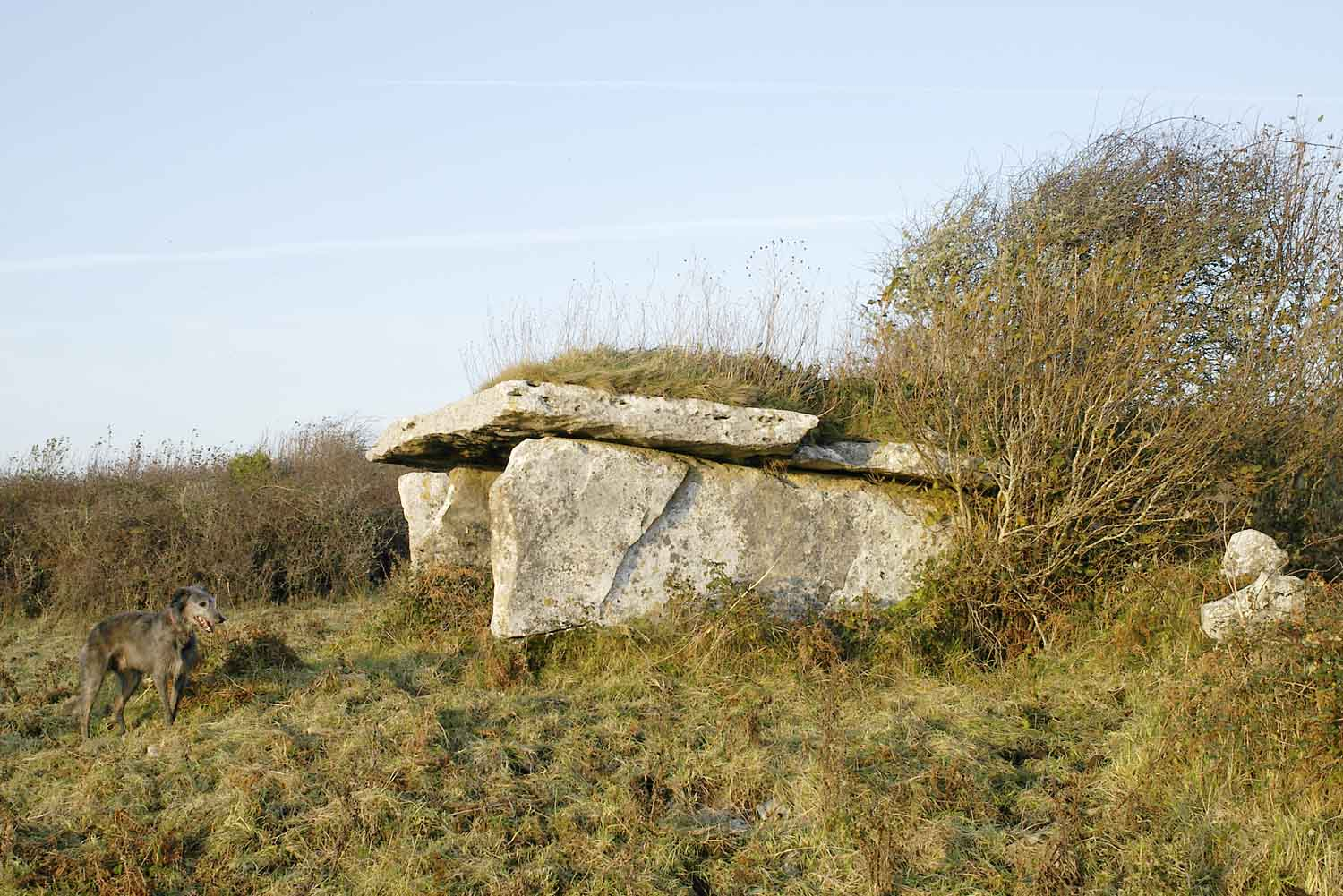
قبر من العصر البرونزي في إيرلندا

الجَنْدَلُ أو الجَيْحَل أو مغليطيا أو المغليث أو النصب الصخري أو آثار الصخرية (بالإنكليزية: Megalith، نقحرة: ميغاليث) هي صخور أو حجارة ضخمة شُكلت ووضعت على هيئة صروح وأوابد حجرية شهيرة خلفتها الثقافات القديمة، كشواهد حجرية في عدة بلدان. ففي أعقاب آخر عصر جليدي أصبح المناخ في أوروبا دافئا. وأصبح إنسان العصر الحجري ليس بحاجة للترحال حيث وجد كل شيء يحتاجه قرب مسكنه. فبعدما كان صيادا رحالا استقر في موطنه ليزرع أرضه ويربّي حيواناته. وكون مجتمعات تغيرت فيها طريقة حياته ومعيشته وعلاقاته. فشعر إنسان العصر الحجري بحاجته لإقامة صروح فوق أمواته في العصر الحجري الحديث. فمن أهم الآثار الحجرية الضخمة في هذا العصر دوائر الحجر. وصروح ستونهنج الحجرية بإنجلترا. والأهرامات كالهرم الأكبر بالجيزة والمكون من 2,3 مليون حجر ضخم. يزن الحجر الواحد ما بين 2,5 و 5طن، والمسلات التي قد تزن المسلة الواحدة 400 طن، وقد أقامها قدماء المصريين. ففي كل أنحاء العالم وجدت صروح مقامة من الحجارة الضخمة للبناء. ففي منطقة بعلبك بلبنان يوجد التريليتون الذي يتكون من 3 ألواح حجرية تزن الواحدة 1000طن. وفي موقع ستونهنج (مادة) بإنجلترا توجد صفوف دائرية من الحجارة قد يصل وزن الواحد منها 40 طن. وقد جلبت من محاجر على بعد 40 – 230 كم من الموقع. ومواقع هذه الصروح الحجرية تدل على أهمية الأماكن التي أقيمت فيها في الأزمنة الغابرة، والتقنية التي استخدمت لجلبها من المحاجر وإعدادها للبنيان حسب قواعد مرعية.

## الأنواع وتعريفاتها
في حين أن مصطلح جندل غالبًا ما يُستخدم لوصف قطعة واحدة من الحجر، يمكن استخدامه كذلك للإشارة إلى صخرة واحدة أو أكثر منحوتة بأشكال محددة لأغراض خاصة. استُخدم كذلك لوصف الهياكل التي بناها أشخاص عاشوا في فترات مختلفة في أجزاء كثيرة من العالم. تُعتبر الأضرحة أحد أنواع الجندل التي لم تكتسب شهرة واسعة.

### صخور منفردة
شاهد قائم
يشيع استخدام مصطلح الشاهد القائم في أوروبا الغربية للدلالة على حجر قائم منفرد أقيم في عصور ما قبل التاريخ؛ ويطلق عليه أحيانًا اسم «مينهير».
مونوليث
أي حجر ثابت منفرد أُقيم في عصور ما قبل التاريخ.
صخور كابستون
هو جندل منفرد أفقي، غالبًا ما يتواجد فوق غرف الدفن، دون استخدام أحجار داعمة.

### صخور متعددة
صخور متراصفة
توضع العديد من صخور الجندل المترابطة على هيئة هيكل. غالبًا ما توضع في صفوف أو مسارات حلزونية. تتكون بعض الصخور المتراصفة، مثل صخور كارناك، في برطانية في فرنسا التي تتألف من آلاف الحجارة.
جدران الجندل
يطلق عليها كذلك اسم جدران سايكلوبين.
دوائر حجرية
تُسمى الدوائر الحجرية في معظم اللغات ب«كرومليك» (كلمة باللغة الويلزية)؛ وتُستخدم كذلك أحيانًا بهذا المعنى باللغة الإنجليزية.
دلمن
الدلمن طاولة حجرية تتكون من حجر عريض مدعوم بعدة أحجار أخرى.
سيست
سيست هو صندوق صغير مصنوع من الحجارة يشبه التابوت أو المعبد ويستخدم لحمل جثث الموتى. تُعتبر المدافن أشكالًا مشابهة جدًا لصخور دلمن من ناحية الهيكل. يتواجد هذا النوع من المدافن تحت الأرض تمامًا.

## اقرأ أيضا
- أفيبري
- دوائر الحجر
- ستونهنج
- حجر رشيد
- مقبرة ذات ممرات